# 百楽荘 (石川県の旅館)
株式会社百楽荘（ひゃくらくそう）は、石川県鳳珠郡能登町に本社を置く、旅館業を営む企業。

## 概要
日本百景九十九湾を望む景勝地に立つ旅館。
2002年（平成14年）より部分的改装を重ね、旅館デザイナー「松葉啓」設計の元、2008年（平成20年）全面リニューアルをおこなう。
楽天トラベル「高級ホテル・旅館ランキング北陸部門」にて上位にランクインする（2013年6月現在）など高い評価を受けている。

## 沿革
- 1934年（昭和 9年） - 浅井果、千代夫妻により能登町小木に「あさい井旅館」として創業したのが始まり。
- 1961年（昭和36年） - 「あさ井旅館」別館として、現在の所在地である日本百景九十九湾に「白湾荘」を建設し、屋号を「百楽荘」に改称。
- 1963年（昭和38年） - 海辺に迫出したお食事処「乙姫荘」を建設。
- 1976年（昭和51年） - 屋号を「ニュー百楽荘」に改称。
- 1977年（昭和52年） - 77歳の職人が手彫りで3年の月日をかけた「洞窟風呂」完成。
- 2005年（平成17年） - 屋号を「百楽荘」に戻す。
- 2008年（平成20年） - 全館リニューアル工事を行う。
- 2012年（平成24年） - 日本百景九十九湾を望む個室お食事処「喜楽」リニューアル

## 施設
百楽荘
- 所在地：〒927-0552 石川県鳳珠郡能登町越坂11-34
- 総客室：27室
- 収容人員：133名

客室
- 鶴齢-kakurei-（客室10室・収容人員43名）
- 游-yu-（客室4室・収容人員14名）
- 蓬莱-hourai-（客室5室・収容人員29名）
- 一般客室（客室8室・収容人員47名）

施設
- 海洋深層水洞窟風呂
- 貸切風呂２箇所
- 個室お食事処
- 海床お食事処
- 釣り桟橋
- ミニライブラリー、インターネットルーム
- 駐車場